# Folehave
Folehave är en skog i Danmark. Den ligger i Region Hovedstaden, i den östra delen av landet. Folehave ligger på ön Sjælland. I skogens finns större träskmarker.